# صلبة السيدة اروى
صلبة السيدة أروى هي إحدى حارات حي الظهار بمدينة إب اليمنية، بلغ تعداد سكانها 3084 نسمة حسب تعداد اليمن لعام 2004.